# 刘川生
刘川生（1950年12月—），女，汉族，出生于四川，籍贯山西，中华人民共和国政治人物，1968年参加工作，曾任北京师范大学党委书记（2005年6月—2016年11月）。

## 简历
在黑龙江生产建设兵团插队落户，1975年毕业于清华大学自动化系本科，1984年毕业于清华大学经济管理学院，获工学硕士学位。曾任清华大学团委副书记、国家教委思想政治工作司副处长、处长、中国驻英国大使馆教育处一等秘书、中国教育报刊社党委书记兼副社长、社长、中国驻美国大使馆教育处公使衔参赞、北京师范大学党委书记（2005年6月—2016年11月），中国高等教育学会副会长，第十二届全国政协委员。

## 违纪
2021年7月8日，中央纪委国家监委发布消息称，卸任已近五年的北京师范大学党委原书记刘川生涉嫌严重违纪违法，主动投案，目前正在接受中央纪委国家监委纪律审查和监察调查。刘川生的落马正值中央第三巡视组进驻北京师范大学，她是中共十九大以来第一名落马的中央部属高校负责人。同年12月被开除党籍，按六级职员调整退休待遇；收缴违纪违法所得。
2022年1月播出的电视专题片《零容忍》披露，2011年，刘川生利用职务之便，让刚刚留学归来的儿子违规使用北师大的名义开办公办性质的北京师范大学实验幼儿园分园，但实际上是由刘川生之子运营，与北京师范大学实验幼儿园毫无关系。2015年，刘川生让下属与其子私下签订了“战略协议”，将北京师范大学附属幼儿园的品牌一次性授权给他的公司使用，使所谓的合作办学乱象丛生，不仅是学校的创收手段，更成了个人牟利的工具。刘川生之子打着北师大的旗号在很多地方开办了幼儿园，直接拉高了周边房价。幼儿园的经营出现了诸多问题，这些问题都要由学校出面解决，钱却都进了个人腰包，招致教职工的极度反感。2017年，中央第十二巡视组进驻北京师范大学，明确指出了合作办学等领域的问题，刘川生让其子摘掉北师大的招牌，认为可以过关。2021年，中央第三巡视组进驻北京师范大学，再次指出了合作办学等重点领域和关键岗位的问题，刘川生意识到问题已经十分严重，遂决定投案自首。刘川生被留置后，主动交代了违规超标用房、违规低价购房、违规办理和干预人事录用等问题，主动上交了违纪违法所得，因此得到了从轻处理。